# 普罗米修斯计划
普罗米修斯计划 （波兰语：Prometeizm）是由波兰的约瑟夫·毕苏斯基建立的政治计划。其目的是通过支持居住在俄羅斯帝國，及其继承者苏联边界上的主要的非俄罗斯民族的民族独立运动，来削弱上述两个国家。 
在两次世界大战之间，普罗米修斯计划和毕苏斯基的另一想法“海间联邦”构成了他和他的部分政治继承者的两大互补地缘政治战略。

## 开端

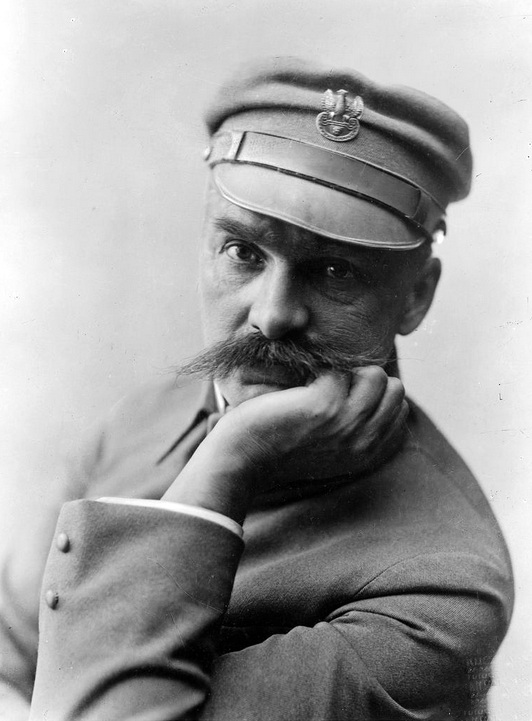
约瑟夫·毕苏斯基 — 普罗米修斯计划之父

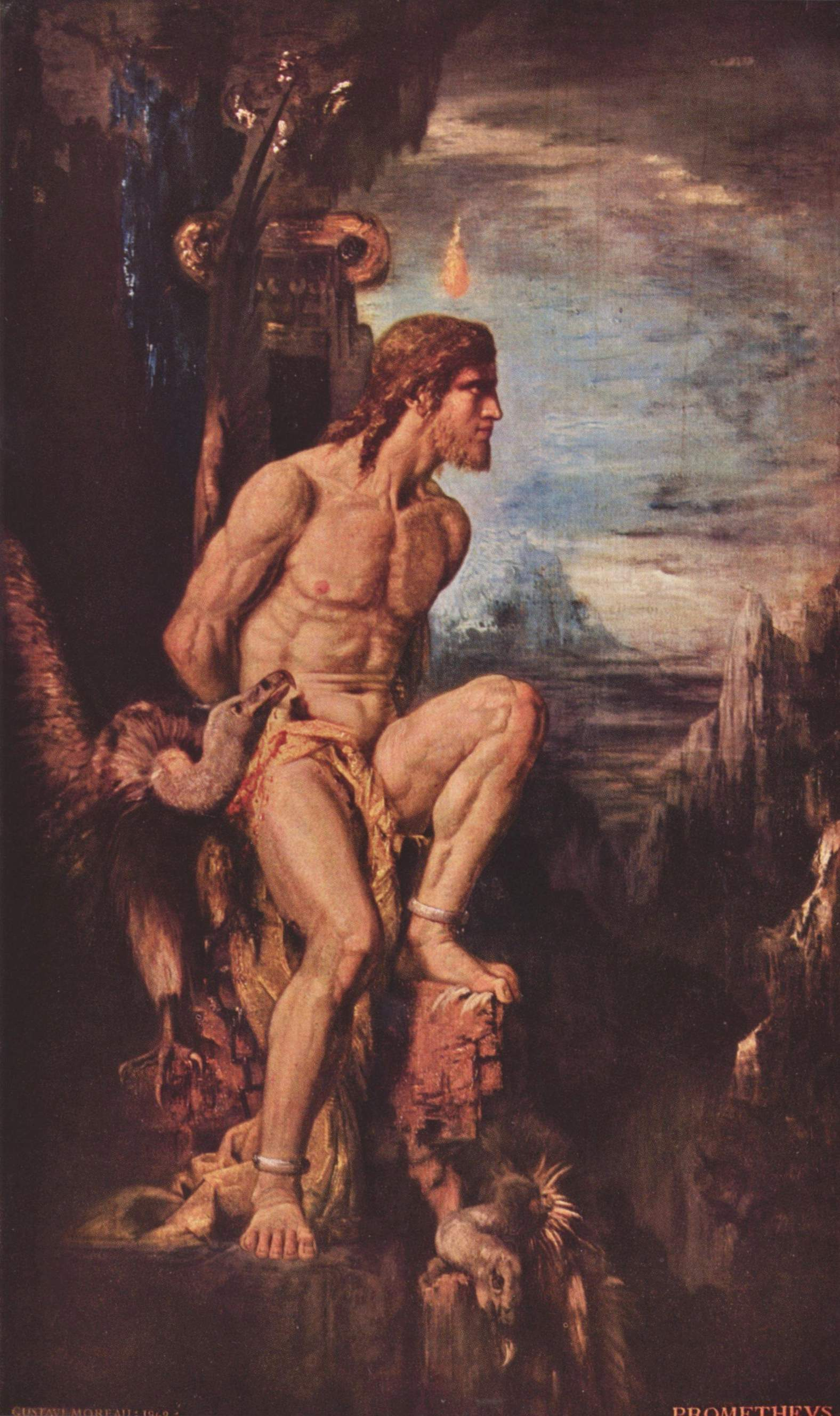
普罗米修斯，居斯塔夫·莫罗绘，画中普罗米修斯在高加索山受到折磨

毕苏斯基之所以得出普罗米修斯计划，是因为他精通关于俄罗斯的知识，而这些知识是在他被俄罗斯帝国流放到东西伯利亚后得到的。“普罗米修斯计划”一词来自希腊神话当中的普罗米修斯，他给人类带来火，成为启蒙和反抗专制独裁的象征。 
1940年2月12日，一名波兰军事情报官埃德蒙德·哈拉什凯维奇确定编写一部关于波兰普罗米修斯计划的简史。这个人在1927年到1939年第二次世界大战爆发前的任务包括协调波兰的普罗米修斯计划。哈拉什凯维奇是在纳粹德国和苏联侵占波兰之后，逃到巴黎后写简史的。
哈拉什凯维奇所说的普罗米修斯计划的开创者和灵魂是约瑟夫·毕苏斯基元帅，他早在1904年，在致日本政府的便函上，就指出，为了对抗俄罗斯，需要利用为数众多的居住在波罗的海沿岸、黑海沿岸和里海沿岸的非俄罗斯民族，并强调，波兰民族，凭借着其历史、对自由的热爱，以及对在18世纪瓜分波兰的三个帝国的坚定的立场，无疑会在这场争斗中，成为领导者，并帮助其他受到俄罗斯压迫的民族解放。
毕苏斯基1904年便函的关键语段摘录：
波兰在俄罗斯国家构成部分中的力量和重要性鼓励我们达到将俄罗斯分裂为几个大的组成部分，光复被强制吞并入俄罗斯帝国的各个国家的政治目的。我们这么做不仅仅是为了取得让我们国家的文化独立存在的成果，也是为了保持这个成果，因为俄罗斯失去了她所征服过的地带，实力就会被削弱，她就不再是可怕而危险的邻居了。
根据哈拉什凯维奇的说法，普罗米修斯运动诞生于在19世纪末开始，俄罗斯帝国很多人发起的民族复兴运动。这次复兴运动起源于一个让俄罗斯走向革命的社会阶段。几乎所有在非俄罗斯社区成立的社会主义党派都担当民族主义党派，并将独立安排在他们的日程当中：波兰、乌克兰、芬兰、拉脱维亚、立陶宛、格鲁吉亚和阿塞拜疆的社会主义党派都是这样的。这些社会主义党派会成为领导他们各自民族的独立运动的领头羊。在这些国家拥有这样的，纯粹担当为民族独立而斗争的，民族主义派系的组织时，那些社会主义党派恰好因为与俄罗斯社会运动联合起来实现民族的独立，而显得更有干劲。最终波罗的海沿岸的人们——波兰、芬兰、爱沙尼亚、拉脱维亚和立陶宛的人取得了胜利，直到第二次世界大战为止，他们都保持着独立。黑海和里海沿岸的人们——乌克兰、顿河哥萨克、库班、克里米亚、格鲁吉亚、阿塞拜疆、亚美尼亚、北高加索的人虽然在1919年至1921年赢得了政治上的解放，但他们并入了苏俄，未能独立。
在1917年至1921年，根据哈拉什凯维奇的说法，因为波罗的海诸国的努力，黑海和里海沿岸的国家挣脱了俄罗斯的枷锁，而波兰是唯一一个积极与他们共同斗争的国家。作了这样的努力，波兰遭遇到了西方同盟的反对；后者支持（反对共产主义的）努力重建从前的俄罗斯帝国的白俄。同时，根据哈拉什凯维奇的记载，德国与她的驻军加强她对立陶宛和拉脱维亚的影响力，控制乌克兰的帕夫洛·斯科罗帕德斯基中将使乌克兰联合可能非布尔什维克的俄罗斯，并试图在高加索建立德国的势力范围，这与德国的盟友土耳其的政治利益相冲突。德国的真实意图最后在1918年与布尔什维克签署的布列斯特-立托夫斯克条约中暴露无疑。
斯科罗帕德斯基掌权乌克兰时，德国与苏俄和沙俄都处在交战状态。但是，德国确实与顿河哥萨克和库班河哥萨克部落是联盟；这两个部落宣布从俄罗斯独立，而斯科罗帕德斯基输送德军去帮助他们。但是，以英法为首的西方盟国不希望看见俄罗斯失去领土，并在1918年德意志帝国倒台后，强迫斯科罗帕德斯基提议让乌克兰与俄罗斯联盟——这让他从权力巅峰倒下，并让布尔什维克最终在乌克兰取得胜利，格鲁吉亚和阿塞拜疆也是如此。
在黑海和里海沿岸的人们失去了独立，1921年苏俄吞并了这些地方后，波兰成为了欧洲唯一一个为普罗米修斯主义流亡者（即支持独立的流亡者）的政治计划提供物质和精神支持的国家。哈拉什凯维奇称，仅仅在希特勒大权独揽（1933年1月30日）后，德国才对普罗米修斯计划表现强烈的兴趣。而日本和意大利也抱有一些兴趣， 而法国和英国提供精神上的支持。尽管如此，德国对波兰的宣传和竞争仍在进行，德国的方式仍然违背了普罗米修斯计划的基本思想原则；哈拉什凯维奇称，德国的方式本质上成了“ 用来转移注意力的，富有弹性和投机性质的纲领，不论德国推行什么政策，这份纲领都能行得通。”他强调，在这个层面上，波兰和德国之间没有任何组织上的，或理念上的关系。正宗的与波兰联盟的普罗米修斯主义流亡者在政治上，都明显地忠于波兰。

## 原则
在整个1919年至1939年间，根据埃德蒙德·哈拉什凯维奇的说法，波兰普罗米修斯计划领导者一贯坚持几项原则。普罗米修斯计划的目的在于从沙俄解放波罗的海、黑海和里海沿岸的人民，而不论他们的政治倾向是什么，并建立一系列的独立国家，共同抵御俄罗斯的侵略。每个普罗米修斯主义政党都尊重其他国家的主权。普罗米修斯主义党派之间产生的任何争论都要搁置在一边，直到几个党派得到解放。在波兰和乌克兰的普罗米修斯主义者的同意下（虽然西蒙·彼得留拉的部分偶尔并不完全一心一意），位于波兰东南部的，以乌克兰人为主的地区被看做是波兰的势力范围，不属于乌克兰普罗米修斯计划组织的范围内。
在哈拉什凯维奇笔下，波兰普罗米修斯计划领导人将其他普罗米修斯计划中的民族视为为反抗俄罗斯帝国主义而共同奋斗的平等合作者。和有时人们所认为的恰恰相反，根据哈拉什凯维奇的说法，波兰总参谋部并不只是把普罗米修斯主义流亡者看做任其摆布的，只是临时为了转移注意力而使用的政治傀儡。
波兰任一党派，左翼、右翼或中间派的党派，都没有为普罗米修斯计划提供任何有组织性的，或是政治性的支持。即使在毕苏斯基阵营（obóz Piłsudczyków）中，普罗米修斯计划仍然遭致不少反对。矛盾的是，在毕苏斯基的头号反对党——民族民主党的年轻人，以及其他反毕苏斯基青年组织中，普罗米修斯计划自然而然地得到了接受与支持。
战间期波兰与“普罗米修斯主义者”的合作分为五个阶段。

## 第一阶段（1918年-1921年）

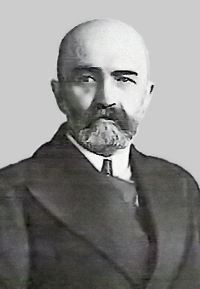
瓦莱雷·斯瓦韦克

在第一阶段（1918年-1921年），波兰通过与苏联和乌克兰的战争确定了其东部边界；通过波兹南和西里西亚的起义，以及瓦尔米亚和马祖里的公民投票确定西部边界；而其南部边界则通过公民投票，和在切申-西里西亚、斯皮什和奥拉瓦这些争议地区上与捷克斯洛伐克爆发的一次短暂的战争确定。
在波罗的海沿岸，芬兰、爱沙尼亚、立陶宛和拉脱维亚以独立国家的身份出现在国际舞台。波兰是第一个承认它们的国家之一，尽管波兰和立陶宛的关系在波兰-立陶宛战争中变得紧张。

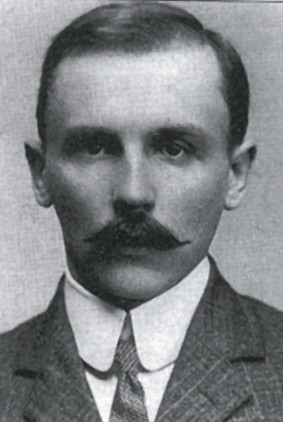
蒂图斯·菲利波维奇

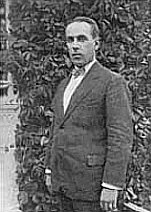
亨利克·约瑟夫斯基

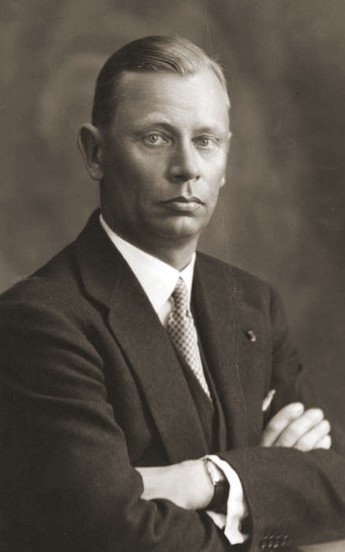
尤柳什·武卡谢维奇

而在黑海和里海沿岸，乌克兰、克里米亚、格鲁吉亚、阿塞拜疆、顿河哥萨克、库班河哥萨克和北高加索在这一时期获得解放。民族复兴的迹象也出现在伊德尔-乌拉尔和突厥斯坦；但是这些只能称作是“民族会议”。
波兰在普罗米修斯计划中的角色可以在波乌政治和军事同盟的结束（1920年4月华沙条约），以及西蒙·彼得留拉建立乌克兰人民共和国、毕苏斯基对基辅的远征（自1920年4月25日开始）、任命博格丹·库蒂洛夫斯基为波兰驻乌克兰人民共和国公使（1919年2月）、委派波兰驻高加索公使、任命驻高加索军事使节团、克里米亚共和国在国际联盟动议让克里米亚成为波兰保护国这些事情中看出。
毕苏斯基元帅在这个时期的合作者包括维托尔德·约德科、蒂图斯·菲利波维奇、尤利安·斯塔希耶维奇将军、瓦莱雷·斯瓦韦克上校、塔德乌什·沙埃策尔上校、恰尔内茨基少校、奥古斯特·扎莱茨基、莱昂·瓦西莱夫斯基、亨利克·约瑟夫斯基、尤柳什·武卡谢维奇、塔德乌什·霍武夫科、马里安·舒姆拉科夫斯基、扬·丹布斯基、米罗斯瓦夫·阿尔齐谢夫斯基、瓦茨瓦夫·延杰耶维奇和罗曼·科诺尔。

## 第二阶段（1921年-1923年）
在波苏战争以双方签订里加条约的结局告终后，波兰普罗米修斯计划进入到第二阶段（1921年-1923年），波兰在波罗的海诸国旁确定了东部边界，并继续在独立的道路上前行，但是黑海和里海沿岸的各个国家却失去了独立，遭到苏联吞并。哈拉什凯维奇所提出的，流亡海外的普罗米修斯计划诸国的「合法政府和政治代理」包括：
1. 乌克兰人民共和国政府，流亡至波兰、法国和捷克斯洛伐克；
2. 格鲁吉亚政府，流亡至法国；
3. 阿塞拜疆政府，流亡至土耳其和法国；
4. 库班河和顿河政府，流亡至捷克斯洛伐克；
5. 北高加索山脉民族中心，流亡至土耳其；
6. 亚美尼亚民族中心，流亡至法国；
7. 鞑靼民族中心（克里米亚、德尔-乌拉尔和突厥斯坦），流亡至土耳其、法国和波兰。[15]

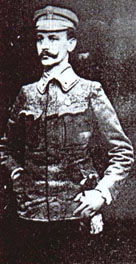
瓦迪斯瓦夫·西科尔斯基

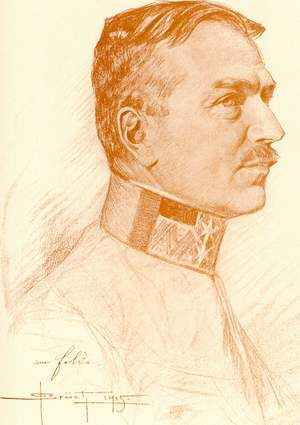
斯坦尼斯瓦夫·哈勒尔

在这个时期，毕苏斯基元帅手中仍握有大权，先是担当国家元首，后来则成了总参谋长。
继任总参谋长瓦迪斯瓦夫·西科尔斯基将军和斯坦尼斯瓦夫·哈勒尔将军、以及总参谋部第二科（Oddział II，情报科）科长伊格纳齐·马图谢夫斯基也参与了普罗米修斯计划。
波兰利用波兰驻伊斯坦布尔、布加勒斯特、布拉格、德黑兰和巴黎的外交驻所，以及波兰总参谋部，与那些跟波兰外交部有正式交往的普罗米修斯主义政治流亡者合作。早在1922年，得到格鲁吉亚政府推荐的第一批该国军官进入到了波军当中。

## 第三阶段（1923年-1926年）

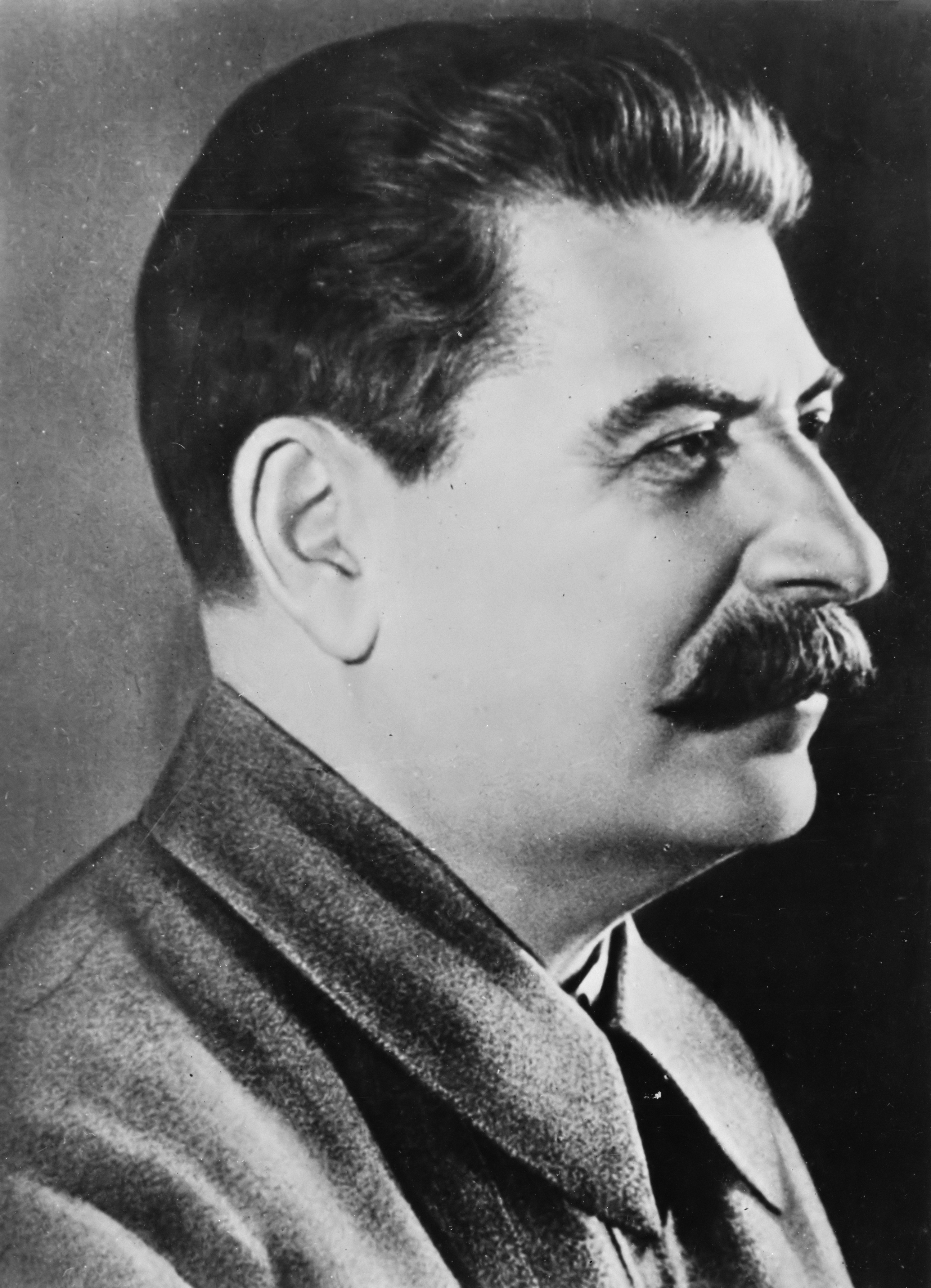
约瑟夫·斯大林

毕苏斯基远离政坛后，普罗米修斯计划进入到第三阶段（1923年-1926年），继任的波兰政府将普罗米修斯计划撤出他们的议事日程。苏联通过成立自治共和国，将约瑟夫·斯大林的民族计划变为现实，另一方面也对这些共和国居民的最后一次独立运动进行镇压。
在未得到波兰政府的了解或同意的情况下，波兰与普罗米修斯主义流亡者的交往仍在继续：军事方面，塔德乌什·沙埃策尔上校、恰尔内茨基少校和内务部民族司（Wydział）司长亨里克·苏哈内克-苏赫茨基进行这一计划；而在外交部，这一计划则有东方司司长尤柳什·乌卡谢维奇参与。但是政府对普罗米修斯计划的态度并非一成不变的不支持，外交部长亚历山大·斯克任斯基和总参谋长斯坦尼斯瓦夫·哈勒尔就支持格鲁吉亚的普罗米修斯计划。

## 第四阶段（1926年-1932年）
毕苏斯基在1926年5月发动政变后，普罗米修斯计划到了第四阶段，而这一阶段到1932年波苏双方签署苏波互不侵犯条约时结束。这一阶段是最具决定性，最有组织性，也是与普罗米修斯计划组织合作最积极的一个阶段。
1927年，外交部和总参谋部都组建了专门处理普罗米修斯计划问题的机构。先前，普罗米修斯计划由各位高官运行操作，但没有专门的官方机构。这时，波兰外交部和总参谋部紧密协调，在政治上提出普罗米修斯计划，而军事部和内务部也间接地参与其中（军事部负责外雇军官；内政部负责国内波兰人与乌克兰人之间的事务）。

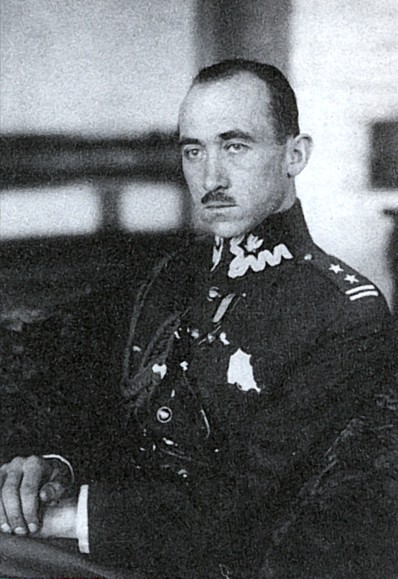
塔德乌什·沙埃策尔

普罗米修斯计划显示了各国独立运动的风起云涌，但是有一个组织注定在此起到了一定的副作用。乌克兰民族主义者组织得到了德国、捷克斯洛伐克、甚至还有立陶宛的支持，在波兰增大了对普罗米修斯计划的牵制作用。乌克兰民族主义者组织成员在波兰东南部组织多起针对波兰社区和政府的劫持和破坏活动。这转而导致了波兰当局对波乌社区的“绥靖”行动。
哈拉什凯维奇强调，绥靖行动在此前从未被波兰普罗米修斯计划官员提及。而外交部和总参谋部的普罗米修斯计划官员对这次行动并不满意，因为这次行动让普罗米修斯计划的道路更为艰险。
但是，对波乌两国普罗米修斯计划更大的打击却是塔德乌什·霍武夫科的遇刺，他是1931年8月29日在特鲁斯卡维茨遭乌克兰民族主义者组织暗杀的。
哈拉什凯维奇不将波兰出现的困难归咎于以乌克兰人（在波兰东南部大部分地区是多数民族）为首的少数民族，而是将其归罪于外国的影响，尤其是德国的影响。 他称波兰对少数民族“没有有计划性、一贯性并具有建设性的政策”。这使得普罗米修斯计划事倍功半，因为在当时的波兰，每五十五个公民中就有一个是乌克兰人（也就是说波兰有六十万公民是乌克兰人）。
此外，苏联也花了想当的精力利用波兰内政混乱的局面——可以肯定的是，苏联花的精力要比德国多。因苏联在波兰东部边界地区的政治宣传与在东乌克兰的本土化政策，波兰籍乌克兰人产生了很强的亲苏联情绪。但这种情绪随后会因苏联在1933年至1938年间对大批乌克兰人的流放、逮捕、处决和饥荒而消失得无影无踪。
在1926年至1932年间，大量波兰人参与到了普罗米修斯计划：
1. 外交部：塔德乌什·霍武夫科、塔德乌什·沙埃策尔、斯坦尼斯瓦夫·赫姆佩尔、亚当·塔尔诺夫斯基、米罗斯瓦夫·阿尔齐谢夫斯基、罗曼·科诺尔、尤柳什·乌卡谢维奇、马里安·舒姆拉科夫斯基、斯坦尼斯瓦夫·扎奇维利霍夫斯基、扬·加夫龙斯基、齐格蒙特·莫斯托夫斯基、瓦迪斯瓦夫·扎莱斯基、卡其米日·马里安·维申斯基、卡罗尔·杜比奇-彭特赫尔、瓦迪斯瓦夫·佩尔奇、克萨韦雷·扎莱夫斯基、瓦迪斯瓦夫·沃尔斯基、皮奥特尔·库尔尼茨基、瓦茨瓦夫·科诺尔；

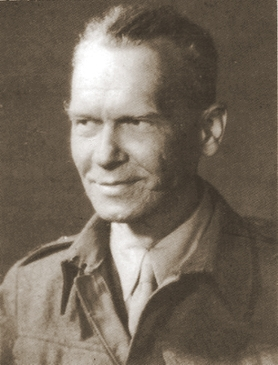
塔德乌什·佩乌钦斯基

1. 总参谋部: 尤里安·斯塔谢维奇准将、塔德乌什·沙埃策尔上校、塔德乌什·佩乌琴斯基上校、约瑟夫·恩格利希特上校、埃德蒙德·哈拉什凯维奇上校、沃齐米日·冬布罗夫斯基上校、斯坦尼斯瓦夫·格林斯基上校、耶日·克日莫夫斯基上校、卡罗尔·克热夫斯基-利林费尔德上校、斯特凡·诺瓦切克上尉、扬·雷布琴斯基上尉、扬·赫尔茨曼少尉、约瑟夫·斯卡任斯基、亚历山大·埃乌盖纽什·皮夫尼茨基、斯特凡·西帕、安东尼·扎伦巴少尉；
2. 内务部：亨利克·苏哈内克-苏赫茨基、斯坦尼斯瓦夫·瓦涅茨基、埃米尔·米希凯维奇；
3. 教育部：亚历山大·卡瓦乌科夫斯基、弗兰齐谢克·萨莱齐·波托茨基、兹齐斯瓦夫·梅厄尔、尤柳什·兹纳涅茨基、亚当·米沃本兹基；
4. 政治社会学领域：参议员斯坦尼斯瓦夫·谢德莱茨基（东方学院院长）、瓦茨瓦夫·谢罗舍夫斯基、斯坦尼斯瓦夫·特热恰克、安东尼·温岑蒂、科维亚特科夫斯基、安东尼·奥科沃-库瓦克、奥尔盖尔德·古尔卡教授（东方学院总干事与负责人）、斯坦尼斯瓦夫·科尔温-帕夫沃夫斯基（东方学院总干事）、博莱茨瓦夫·别拉夫斯基、斯坦尼斯瓦夫·约瑟夫·帕普罗茨基（国家少数民族学院负责人）、莱昂·瓦希莱夫斯基、沃齐米日·班奇科夫斯基、费利克斯·伊比扬斯基·扎霍拉、瓦茨瓦夫·温岑蒂·维帕切维奇、瓦迪斯瓦夫·维尔霍尔斯基（维尔纽斯东欧学院负责人）、马里安·希维霍夫斯基、扬·库哈热夫斯基教授、马尔采利·汉德尔斯曼教授、斯坦尼斯瓦夫·波尼亚托夫斯基教授、卢德维克·科兰科夫斯基、奥斯卡·哈莱茨基教授、斯坦尼斯瓦夫·弗兰齐谢克·扎扬奇科夫斯基、约瑟夫·乌耶伊斯基、斯坦尼斯瓦夫·绍贝尔教授、安德热·斯特鲁格、马里安·马利诺夫斯基、阿尔弗雷德·什琴斯内·维罗波尔斯基、沃伊切赫·斯特皮琴斯基、约瑟夫·沃波多夫斯基、马里安·兹杰霍夫斯基、瓦迪斯瓦夫·沃尔德诺。[20]

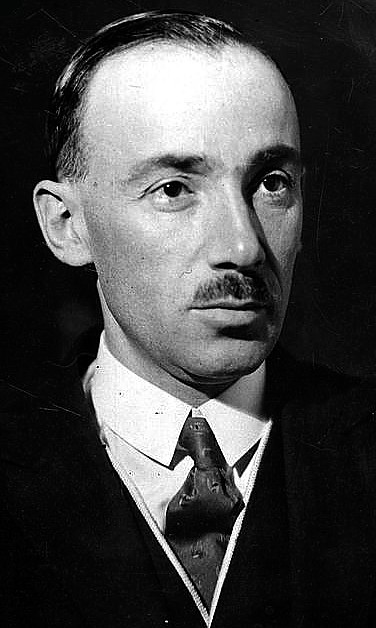
瓦茨瓦夫·延杰耶维奇

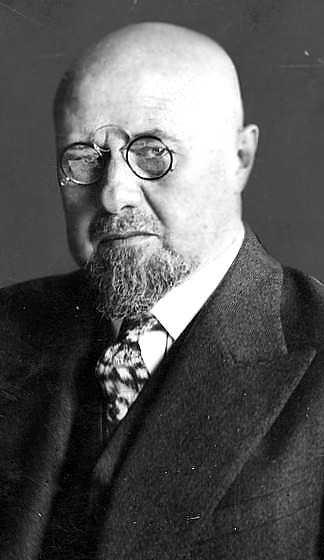
亚历山大·普雷斯托尔

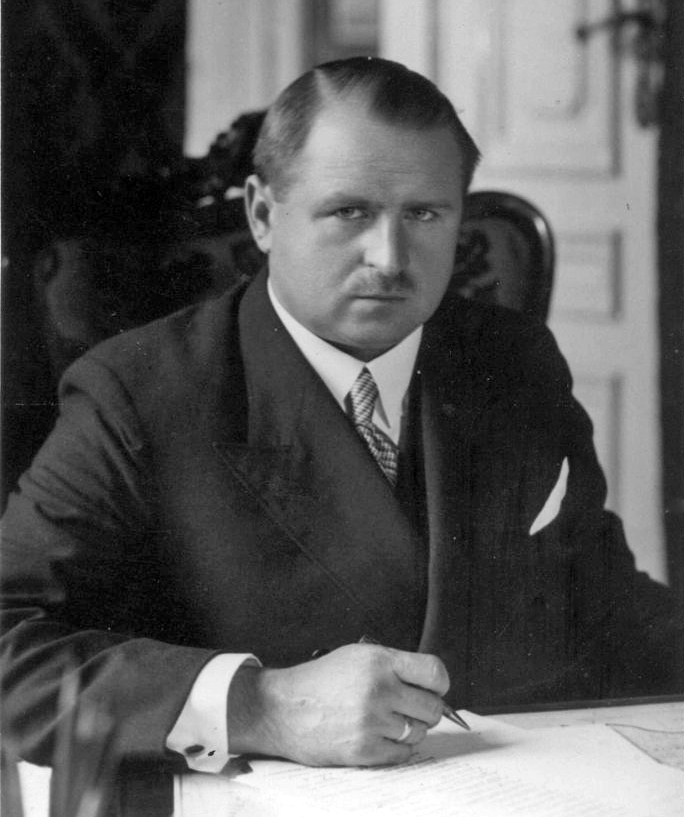
斯特凡·斯塔任斯基

另外，因为塔德乌什·霍武夫科在普罗米修斯计划中的卓越领导，有一大批部长也直接，或间接地参与其中：瓦莱雷·斯瓦韦克、亚历山大·普雷斯托尔、奥古斯特·扎莱斯基、亚努什·延杰耶维奇、瓦茨瓦夫·延杰耶维奇、布罗尼斯瓦夫·皮耶拉茨基、亚当·科茨、斯特凡·斯塔任斯基、马里安·科希恰乌科夫斯基-曾德汉姆。
亚当·斯克瓦尔琴斯基参与了有关普罗米修斯计划理念的另一种尝试。
在这个时期（1928年-1932年），因为波兰国内外有利于该计划的政治条件，充分的财政支持，更因为计划参与者之间的彼此信任，在普罗米修斯计划参与国的宣传的领导下，在普罗米修斯计划流亡者的努力下，在波兰外的宣传下，普罗米修斯计划达到了一个高潮。
计划会议定期举办，通常是塔德乌什·霍武夫科、尤利安·斯塔谢维奇准将、塔德乌什·沙埃策尔上校、亨利克·苏哈内克·苏赫茨基、埃德蒙德·哈拉什凯维奇少校，还有一位来自外交部的官员参与其中。哈拉什凯维奇会提交一份关于已完成工作的全面报告，而普罗米修斯计划中出现的各类问题会照此探讨。

在1927年末（也可能是1928年），普罗米修斯计划是委托给第2办公室运行的。在此之前，该计划还不属于波兰总参谋部分支机关（A.1办公室，后来的U办公室）的独立领域；因此，哈拉什凯维奇的前任普什琴斯基上校未负责此计划。哈拉什凯维奇称，普什琴斯基开始并未重视普罗米修斯计划，因为他对新生的苏联有着一厢情愿的看法；但是，他最后参与支持普罗米修斯计划了。
这个时期的重要事件包括：

### 普罗米修斯计划整体重要事务
1. 在华沙成立东方学院（波兰语：Instytut Wschodni w Warszawie），进行对近东和远东的研究计划，这个学会被视为整个普罗米修斯计划的政治工具；
2. 在东方学会成立青年东方学者学会，该学会是为整个普罗米修斯计划服务的组织，在克拉科夫、维尔纽斯和哈尔滨都有办事处；
3. 开办季刊《东方》（Wschód），是为完全用于普罗米修斯计划的刊物；
4. 为华沙、维尔纽斯、波兹南、克拉科夫、巴黎、柏林和开罗的普罗米修斯计划研究者提供奖学金；
5. 在华沙、巴黎、赫尔辛基和哈尔滨各设一个普罗米修斯计划社团；
6. 在巴黎和赫尔辛基开办月刊Promethee和Prometheus
7. 与巴黎的《法国—东方》杂志合作。[24]

### 乌克兰事务
1. 在乌克兰人民共和国组织参谋部，其中包括组织运营科（由波兰的尤利安·斯塔谢维奇领导）、情报科（从属于波兰总参谋部第二科）、和宣传科（从属于波兰总参谋部的Z号办公室）；
2. 向西蒙·彼得留拉的乌克兰军队征募波军的外雇军官；
3. 在华沙、巴黎和布加勒斯特分别成立三个彼此独立的通讯社：“A.T.E.”、“Ofinor”和“Ukraintag”；
4. 开办《波乌小报》；
5. 在华沙成立乌克兰学院；
6. 成立乌克兰总委员会，协调欧洲各国的彼得留拉流亡中心。[24]

这个时期发生了两起事关乌克兰普罗米修斯计划的事情：
- 根据哈拉什凯维奇的说法，在苏联的策动下，在1926年5月26日，西蒙·彼得留拉遭到暗杀；
- 赛尔谢·叶夫列莫夫在1930年于基辅接受审判，这说明在乌克兰存在一个秘密民族组织与乌克兰人民共和国政府接触。[24]

### 高加索事务

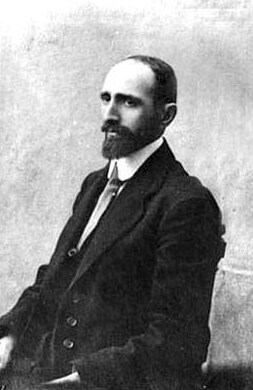
诺埃·拉米什维利

1. 在土耳其和伊朗成立用来联系阿塞拜疆、格鲁吉亚和高加索国的组织（格鲁吉亚组织对他们的国家进行了20次考察，高加索国的组织坚持至少每月与他们的国家联系一次）；
2. 成立高加索民族委员会，并精心起草高加索联邦宪法；
3. 使更多格鲁吉亚、阿塞拜疆、以及高加索民族的军官在该民族合法代表的推荐下，作为外雇军官招入波兰军队。[25]

这个时期发生了两起事关高加索事务的重要政治事件：
- 1930年12月7日，诺埃·拉米什维利在巴黎遭到苏联人杀害；
- “苏联驻高加索行政长官”沙尔瓦·埃利亚瓦在193-年第比利斯的格鲁吉亚共产主义者代表大会上宣称，高加索的民族运动都受到高加索民族委员会的影响。[26]

在高加索，尤其是在阿塞拜疆日益增长的革命骚动吸引，并得到了高加索民族主义者的协同参与。

### 伊德尔-乌拉尔和突厥斯坦事务
1. 在阿的里-烏拉爾、克里米亚和突厥斯坦进行鼓吹独立的宣传，而苏联针对普罗米修斯计划的通讯社的激烈争论也在发展之中；
2. 与上述国家进行联系；
3. 直接参与在耶路撒冷举办的世界穆斯林大会，此次大会因为有普罗米修斯计划代表，高加索人，伊玛目·沙米尔之孙赛义德·沙米尔和喀山鞑靼知识分子阿亚齐·伊斯克萨齐的参与，论调变得反苏。在这个时期，世界上的（尤其是埃及和阿拉伯的）穆斯林平面媒体发起反苏运动。赛义德·沙米尔贝伊被选为大会行政中心秘书。[26]

哈拉什凯维奇认为在克里米亚政治行动中所发生的事是“瓦伦罗德式的（即曲线救国式的），并泄露出了维利·伊布拉希姆遭到苏联处决的消息。同样，对索尔坦阿列夫（在斯大林时期以民族事务委员的身份，公开与斯大林合作的人）的审判也体现了伏尔加鞑靼和突厥斯坦反抗苏联当局的方式。

### 哥萨克事务
哥萨克打响了一场成功的战役，因此激励各哥萨克流亡团体从事独立运动。白俄流亡阶层因此在政治上较大地转移了注意力。

## 第五阶段（1933年–1939年）
普罗米修斯计划的第五阶段（1933年-1939年），也是二战前该计划的最后一个阶段，哈拉什凯维奇称这个阶段是

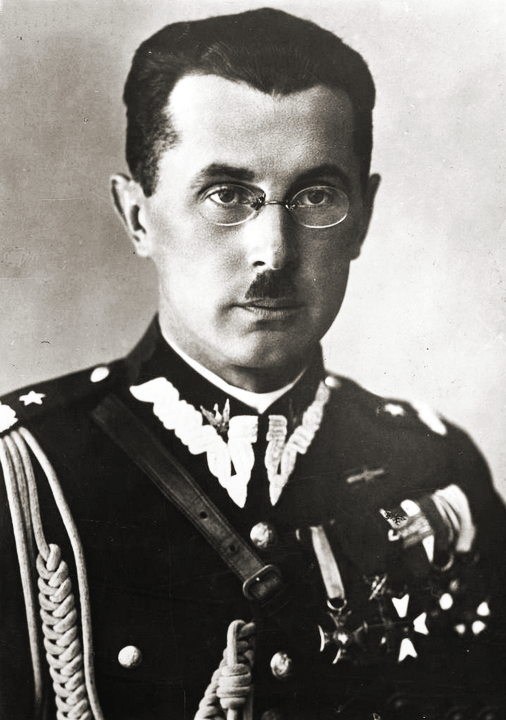
瓦茨瓦夫·斯塔谢维奇

“收获寥寥的七年”。造成这种局面，是因为如下的情况：
1. 波苏互不侵犯条约（1932年）的签订阻止波兰的决策者在实践层面上继续普罗米修斯计划。因为自治共和国的存在、苏联当局对用当地民族语言进行普通教育的支持、和对当地民众对经济、宗教、和文化现象的抗议的自然反应，苏联的普罗米修斯计划涉及国被认为是在某些层面下，自然地进入到了民族重建的阶段当中；因此公开的行动在当时可以进行。 但是，政治上的流亡团体在当时还仍然保持着它们的团结和力量。波苏互不侵犯条约使波兰外交部和波兰剩下的所有政府机关得与普罗米修斯计划保持距离。这本质上减少了这些尝试的效果，并在国际普罗米修斯计划圈中产生了波兰正在缓慢地淡出普罗米修斯计划的观点。此后，整个普罗米修斯计划，包括资金的管理，便集中在总参谋部第2部（情报部）的第2办公室运作处理了。
2. 普罗米修斯计划最积极的赞助者诺埃·拉米什维利（1930年）和斯坦尼斯瓦夫·扎奇维利霍夫斯基（1931年）相继去世，这对该计划而言着实是不可弥补的损失。
3. 全球范围的金融危机导致巨额的财政赤字，使计划的可用基金突然减少了近50%，让波兰的所有事业都跌到了仅能勉强维持的地步。
4. 普罗米修斯计划的建立者毕苏斯基元帅在1935年5月12日去世，这对该计划而言是另一次巨大的打击。哈拉什凯维奇看来，这使得普罗米修斯计划，“一个少见的具有政治远见性的政治观点……它需要政治预言预言性的力量”，失去了具有相当权力的支持者。毕苏斯基的逝世被参与普罗米修斯计划的人们视为他们自己的损失。自此，普罗米修斯计划的事业更多是依靠惯性维持，而不是因为波兰新决策者的支持。
5. 阿道夫·希特勒在德国登上权力巅峰，建立以柏林-罗马-东京三国轴心为基础的反共集团，带给还留在波兰政治轨道上的普罗米修斯计划组织一个更加棘手的形势。尽管波兰一方的普罗米修斯计划政治力量质量更高且富有潜力，但德国无情的政治宣传还是为波兰普罗米修斯事业树立了危险的竞争对手。根据哈拉什凯维奇的说法，计划的后半阶段“完全没有行动、参与者和计划”。
6. 在波兰西部危险日益增大的情况下，很多波兰人都树立了波兰东部会风平浪静的看法。[28]

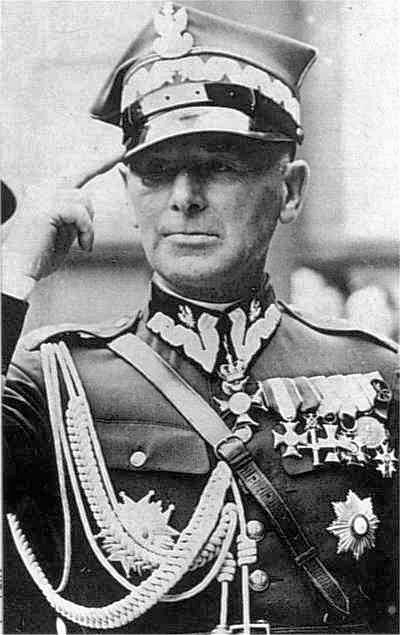
爱德华·雷兹-希米格维

直到1935年毕苏斯基去世为止，普罗米修斯计划波兰方面人事上没有多少变化，但因为波苏互不侵犯条约，政府官员，尤其是外交部官员，被从计划中抽出。随着1935年政府领导层发生变动，波兰普罗米修斯计划的领导人数明显变少。“上校团”失去了他们的影响力；塔德乌什·佩乌琴斯基起到的作用大大降低；他的继任者马里安·约瑟夫·斯摩棱斯基，和哈拉什凯维奇的直接上司扬·卡齐米日·恰斯通，并不接受普罗米修斯计划。沙埃策尔上校的继任者，外交部东方司司长，塔德乌什·科贝朗斯基虽然支持普罗米修斯计划，但是缺少足够的政治基础，还要面对重大的资金缺乏问题。爱德华·雷兹-希米格维元帅和总参谋部首长瓦茨瓦夫·泰奥菲尔态度依然不明确。

## 二战及以后
在二战期间，普罗米修斯计划仍在继续吸引其他国家，包括德国（特别是关于乌克兰的事情上）、芬兰（与苏联有冲突）、法国、以及苏联的近邻土耳其。
埃德蒙德·哈拉什凯维奇在1940年2月12日于巴黎决定写他的文章，称“波兰远离这项事业（普罗米修斯计划）绝不会让此停下来，而是会让我们被边缘化，将这巨大的失败在我们面前展开，向我们揭示那由来已久的道理，‘缺席者败’。波兰在普罗米修斯计划中的重要地位要求我们竭力参与任何使俄罗斯陷入分裂的活动中，并让波兰在这项事业的完成中贡献最重要的力量。” 
二战后，波兰不具备重启所知的普罗米修斯计划的地位。
但是，1991年苏联的解体很大程度上证实了那些期待这项计划，或者在某些层面下已经为此付出努力的波兰人与外国人的预言。
2007年11月22日，普罗米修斯雕像在格鲁吉亚第比利斯竣工，格鲁吉亚总统米哈伊尔·萨卡什维利和波兰总统莱赫·卡钦斯基出席竣工仪式。根据希腊神话，这座雕像的所在地，正是普罗米修斯从奥林匹斯山盗取天火赐予人类后，提坦巨人遭宙斯囚禁拷问的地方，这座雕像是为了纪念波兰人民和格鲁吉亚人民为将格鲁吉亚，以及其他民族从俄罗斯帝国，以及其继承者苏联的手中解放出来，所做出的努力而建造的。

## 脚注
1. ↑  Richard Woytak, "The Promethean Movement in Interwar Poland," East European Quarterly, 第18卷,第3号（1984年9月）, 第73–78页.
2. ↑  “毕苏斯基不仅想建立一个波兰人的国度，他还想建立一个处在波兰的保护下的更大的联邦，它将取代俄罗斯作为东欧老大的地位。立陶宛、白俄罗斯和乌克兰都会被纳入其中。他的计划需要让俄罗斯被极大削弱，这是依靠武力，而无需谈判的计划。” Richard K Debo, Survival and Consolidation: The Foreign Policy of Soviet Russia, 1918–1992, Google Print, 第59页 （页面存档备份，存于）, McGill-Queen's Press, 1992年, ISBN 0-7735-0828-7.
3. ↑  Charaszkiewicz, 2000年, 第14–16、56、76、81页.
4. ↑  Charaszkiewicz, 2000, p. 56.
5. ↑  哈拉什凯维奇引用, 2000年, 第56页.
6. ↑  Charaszkiewicz, 2000年, 第 56–57页.
7. 1 2  Charaszkiewicz, 2000年, 第57页.
8. ↑  Snyder, 2005年.
9. ↑  Charaszkiewicz, 2000年, 第57–58页.
10. ↑  Charaszkiewicz, 2000年, 第58–59页.
11. 1 2 3 4 5  Charaszkiewicz, 2000年, 第59页.
12. ↑  Charaszkiewicz, 2000年, 第59–60页.
13. ↑  Charaszkiewicz, 2000年, 第60页.
14. ↑  Charaszkiewicz, 2000年, 第60–61页.
15. 1 2 3  Charaszkiewicz, 2000年, 第62页.
16. 1 2 3 4  Charaszkiewicz, 2000年, 第63页.
17. 1 2 3 4  Charaszkiewicz, 2000年, 第66页.
18. ↑  Charaszkiewicz, 2000年, 第66–67页.
19. ↑  Charaszkiewicz, 2000, 第67页.
20. ↑  Charaszkiewicz, 2000年, 第67-74页.
21. ↑  Charaszkiewicz, 2000, 第75页.
22. 1 2 3  Charaszkiewicz, 2000年, 第76页.
23. ↑  Charaszkiewicz, 2000, 第76–77页.
24. 1 2 3  Charaszkiewicz, 2000年, 第64页.
25. ↑  Charaszkiewicz, 2000年, 第64–65页.
26. 1 2 3  Charaszkiewicz, 2000, 第65页.
27. ↑  Charaszkiewicz, 2000年, 第65–66页.
28. ↑  Charaszkiewicz, 2000年, 第77–78页.
29. ↑  Charaszkiewicz, 2000年, 第78–79页.
30. ↑  Charaszkiewicz, 2000年, 第79–80页.
31. ↑  Charaszkiewicz, 2000年, 第80页.